# 罗克·科兰德
罗克·科兰德（1980年2月8日—），斯洛文尼亚男子赛艇运动员。他曾代表斯洛文尼亚参加世界赛艇锦标赛，获得二枚铜牌。他也曾参加2000年和2008年夏季奥林匹克运动会。